# Мауна-Кеа
Мау́на-Ке́а (гав. и англ. Mauna Kea — в переводе «белая гора») — щитовой вулкан на острове Гавайи архипелага Гавайские острова. Высочайшая вершина штата Гавайи (4205 метров над уровнем моря).
В некотором смысле самая высокая гора на Земле: если считать высоту не от уровня моря, а от океанского дна, то высота Мауна-Кеа составит более 10 километров.

## Описание
Большая часть горы находится под водой. Относительно подножия, находящегося на дне океана, её высота составляет более 10 километров.
Геологический возраст Мауна-Кеа оценивается приблизительно в миллион лет, наиболее активный период её жизни происходил сотни тысяч лет назад. В своём нынешнем пост-щитовом состоянии он стал извергать более вязкую лаву, что увеличило крутизну склонов. Последнее извержение состоялось около 4,5 тысяч лет назад.

## История
По-гавайски «Мауна-Кеа» означает «Белая гора». В гавайской мифологии пики острова Гавайи являются священными, а пик Мауна-Кеа — наиболее священным из всех. Посещать его могут только высокопоставленные вожди своего племени.
На высоте 3975 метров расположено небольшое озеро Ваиау. Древние гавайцы, проживавшие на склонах вулкана, использовали обширные леса для добычи еды. С прибытием европейцев в XVIII веке на Мауна-Кеа появился крупный рогатый скот, овцы, что негативно повлияло на экологическую ситуацию.

## Природа

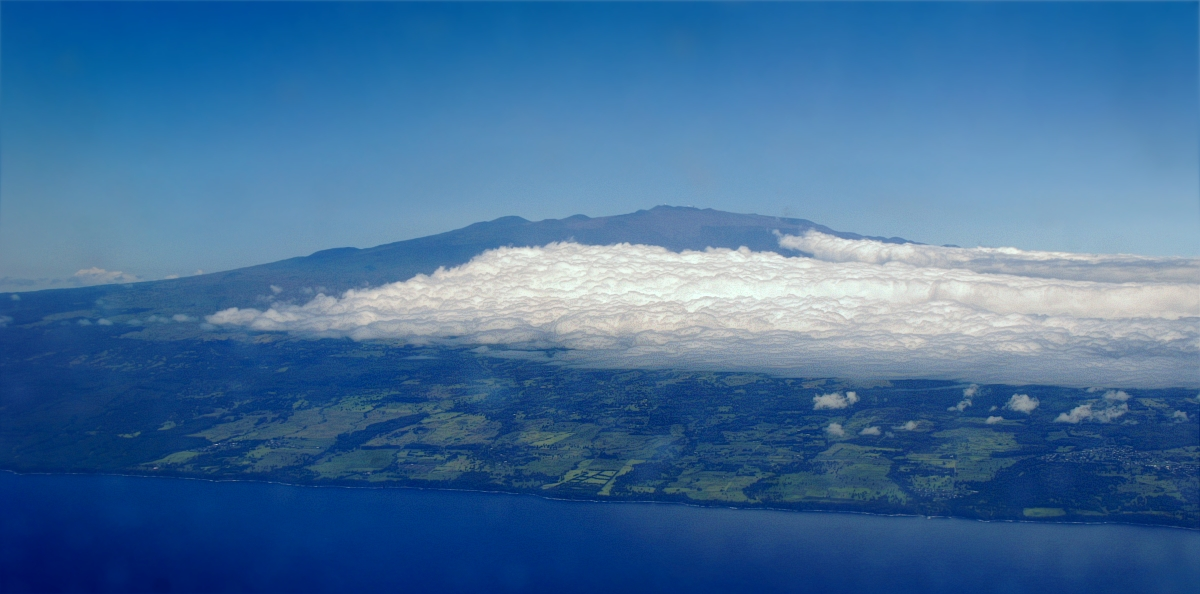
Высотная поясность на Мауна-Кеа

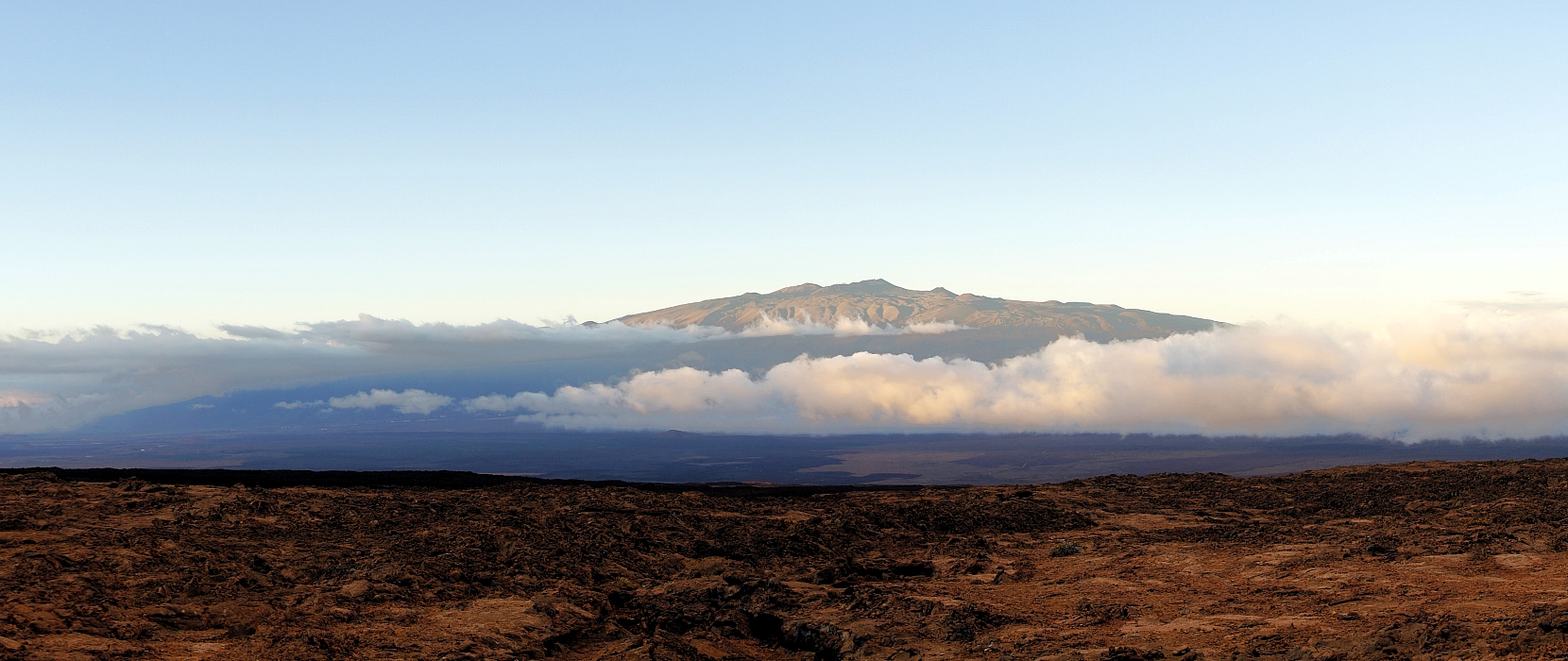
Вид на Мауна-Кеа с Мауна-Лоа

На склонах вулкана хорошо видна высотная поясность, состоящая из трёх основных природных зон:
- альпийский пояс на самой вершине
- лесов, состоящих из зарослей софоры золотистолистной (Sophora chrysophylla)
- прибрежных лесов из сандалового дерева (Myoporum sandwicense), и лесов из Acacia koa и Metrosideros polymorpha, в основном уничтоженных существовавшей там ранее сахарной промышленностью.

В последние годы обеспокоенность по поводу сохранения местных видов привела к судебным искам, и Гавайский Департамент земельных и природных ресурсов принял решение по возможности искоренять завезённые виды растений и животных на охраняемых территориях.

## Геология
Мауна-Кеа — один из 5 вулканов своего острова, четвёртый по возрасту и активности. Он образовался как дощитовой вулкан в результате действия Гавайской горячей точки около миллиона лет назад, и стал чрезвычайно активным на щитовом этапе до 500 000 лет назад. Пост-щитовый этап наступил 250 000—200 000 лет назад, и в настоящее время вулкан бездействующий.
Мауна-Кеа достигает более 32000 км3 в объёме. Он менее массивен, чем соседний вулкан Мауна-Лоа. Продавливает океаническую кору на 6 км. Вулкан продолжает скользить и сглаживаться под собственным весом не менее чем на 0,2 мм в год. Бо́льшая часть массы приходится на восточную часть от нынешней вершины. Высота над уровнем моря составляет 4205 м, что всего на 35 м выше, чем Мауна-Лоа. Высота Мауна-Кеа от подножья на дне океана равна 10 203 м, что делает её на 1135 м выше горы Эверест, если последнюю измерять от уровня моря. Это самая высокая точка штата Гавайи. Расстояние между вершинами вулканов составляет около 56 км.
Как и все гавайские вулканы, Мауна-Кеа — результат активности горячей точки, созданной мантийным плюмом. «Проплавляя» движущуюся над ним Тихоокеанскую плиту, он постоянно создаёт новые вулканы, тогда как старые, сдвинувшись с этого места, гаснут и разрушаются. Так за 70 миллионов лет образовался 6000-километровый Гавайский хребет, и гавайские вулканы — новейший результат этого процесса. Преобладающей является точка зрения, что горячая точка была неподвижна бо́льшую часть, если не всю кайнозойскую эру. Хотя гавайский вулканизм хорошо изучен, точный механизм образования горячих точек остаётся неопределённым.
В процессе роста потоки лавы из Мауна-Кеа перекрывались с потоками из соседних вулканов. Наиболее заметные из них — потоки из вулкана Кохала на северо-западе (более древние) и Мауна-Лоа на юге. Оригинальные вулканические трещины (рифтовые зоны) на склонах Мауна-Кеа были погребены во время пост-щитового вулканизма. Ранее предполагалось, что Хило-Ридж, примечательная подводная структура рифтовой зоны, расположенная к востоку от вулкана, является его частью. Однако теперь считается, что она связана с вулканом Кохала.

## Астрономия
Мауна-Кеа — одно из лучших мест в мире для астрономических наблюдений. С момента создания дороги в 1964 году на вершине вулкана были построены 13 телескопов из 11 стран. Обсерватория Мауна-Кеа используется для исследований во всех диапазонах электромагнитного спектра.
Их строительство в «священном» для некоторых гавайцев месте до сих пор является предметом дискуссий.